# Phil Spencer
Phil Spencer (Ridgifield, Washington, 12 de enero de 1968) es un ejecutivo empresarial estadounidense. Actualmente se desempeña el cargo de director general de Microsoft Gaming, por lo que dirige los equipos creativos y de ingeniería responsables de la división de videojuegos en Microsoft, incluyendo Xbox Game Studios, ZeniMax Media y Activision Blizzard.

## Vida personal
Spencer recibió un título de grado en la Universidad de Washington y actualmente sirve en los tableros del First Tee of Greater Seattle y la Entertainment Software Association.
Spencer contrajo matrimonio con su novia del instituto y actualmente tienen dos hijas que asisten a la universidad. La familia reside en Seattle, Washington.

## Carrera
Spencer comenzó en Microsoft en 1988 como pasante y ha trabajado en un número de funciones técnicas, dirigiendo el desarrollo de los primeros software en formato CD-ROM de Microsoft, como Encarta, Microsoft Bookshelf, entre otros productos. También fue director de desarrollo para Microsoft Money, y director general de productos centrados en productividad del consumidor como Microsoft Woks y Microsoft Picture It!
Spencer sirvió como director general de Microsoft Game Studios EMEA, trabajando con estudios y desarrolladores europeos de Microsoft como Lionhead Studios y Rare hasta 2008, cuando asumió el cargo de director general de Microsoft Studios, convirtiéndose en el vicepresidente corporativo del estudio un año más tarde. Ha participado en las conferencias de Microsoft en E3 desde 2010.
A fines de marzo de 2014, Satya Nadella anunció en un correo electrónico corporativo que Spencer sería designado a "dirigir los equipos de Xbox, Xbox Live, Xbox Music, y Xbox Video, y Microsoft Studios".
Poco después de su designación, en una entrevista con Larry Hryb, Spencer declaró que se habían tomado algunas malas decisiones con respecto a la dirección de la Xbox One y que la consola se centraría más en videojuegos en vez de entretenimiento general. En septiembre de 2017, Spencer fue promovido al Senior Leadership Team, obteniendo el título de Vicepresidente Ejecutivo de Gaming dentro de la compañía. Phil le reporta directamente al CEO Satya Nadella.
Desde que asumió el control tanto de Xbox como de la división de juegos, Spencer ha abogado por el juego multiplataforma, así como ha lanzado iniciativas clave, como la reintroducción de la compatibilidad con versiones anteriores de la plataforma Xbox, la compra de Mojang y Bethesda, el mayor desarrollo y soporte de Minecraft, la introducción de Xbox Game Pass, el lanzamiento del Xbox Adaptive Controller, un mayor enfoque en los juegos a PC, el soporte de Nintendo Switch, el lanzamiento de xCloud y el aumento del número de estudios de desarrollo propios.